# Emil Geörger

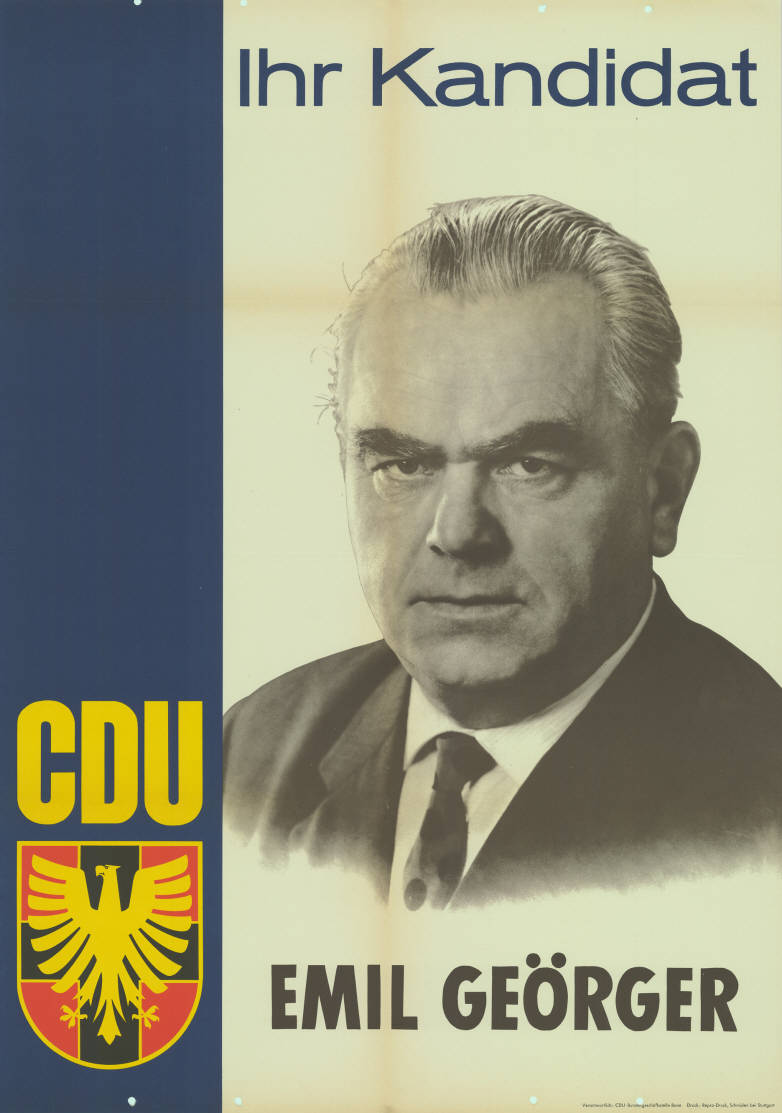
Emil Geörger auf einem Wahlplakat zur Landtagswahl in Rheinland-Pfalz 1963

Emil Geörger (* 27. Februar 1912 in Schaidt; † 21. Mai 1967) war ein deutscher Landwirt und Politiker (CDU).

## Leben
Geörger wurde als Sohn eines Landwirtes geboren. Er war seit 1930 Berufssoldat und nahm bis 1945 am Zweiten Weltkrieg teil, zuletzt als Stabsfeldwebel. Nach dem Kriegsende arbeitete er auf dem elterlichen Bauernhof, den er später als selbständiger Landwirt übernahm.
Geörger trat in die CDU ein und wurde 1948 zum ehrenamtlichen Bürgermeister von Schaidt gewählt. Bei der Landtagswahl 1955 wurde er als Abgeordneter in den rheinland-pfälzischen Landtag gewählt, dem er ohne Unterbrechung bis zu seinem Tode am 21. Mai 1967 angehörte. Sein Landtagsmandat übernahm Dieter Ziegler im Nachrückverfahren.
Emil Geörger war verheiratet und hatte ein Kind. Nach ihm wurde der Emil-Geörger-Ring in Schaidt benannt.